# Коронео
Коронео (исп. Coroneo) — небольшой город и административный центр одноимённого муниципалитета в мексиканском штате Гуанахуато. Численность населения, по данным переписи 2010 года, составила 4 024 человека.

## Общие сведения
Название Coroneo с языка пурепеча можно перевести как «окружённое место», подразумевая расположение в долине, окружённой холмами.